# Riccia coronata
Riccia coronata là một loài rêu trong họ Ricciaceae. Loài này được Sim mô tả khoa học đầu tiên năm 1926.
Danh pháp khoa học của loài này chưa được làm sáng tỏ. 